# Madame Saqui

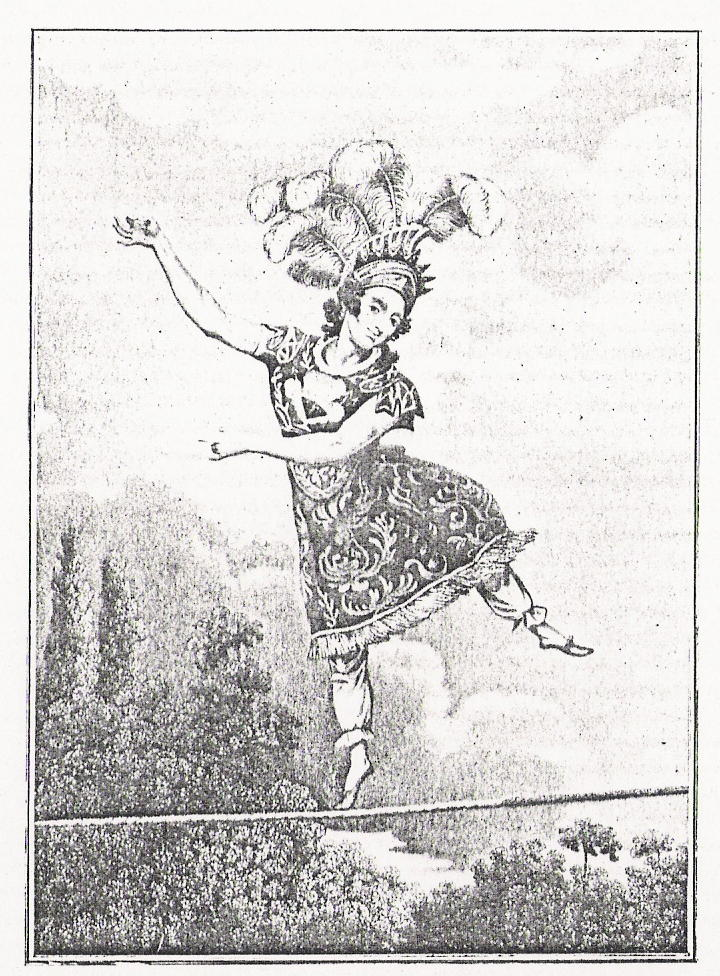
Stich Saquis aus dem Buch Mémoires d'une danseuse de corde

Marguerite-Antoinette-Sévère Lalanne, bekannt geworden als Madame Saqui (* 26. Februar 1786 in Agde; † 21. Januar 1866 in Neuilly-sur-Seine), war eine französische Seiltänzerin, Akrobatin und Theaterdirektorin.

## Biographie
Saquis Vater war Akrobat und wurde für seine Darbietung von Ludwig XVI. mit dem Ehrentitel grand sauteur du roi ausgezeichnet. Einhergehend damit war die Freiheit der Freizügigkeit, dass er Paris beliebig verlassen konnte, um im ganzen Land aufzutreten. Also bereiste ihr Vater, der den Spitznamen beau Béarnais hatte, mit seiner Truppe, die dann auch diesen Namen trug, das Land.
Saqui wurde als Kind schon früh mit den Geheimnissen des Berufs als Seiltänzerin vertraut gemacht und so trat sie auch bald als Seiltänzerin auf. Als ihre Truppe in Tours ein Gastspiel gab, war eine andere Akrobatentruppe in der Stadt. Die Seiltänzerin der Konkurrenz, eine junge Spanierin, überflügelte aber die junge Saqui und so geriet das Gastspiel zum Fiasko, was dazu führte, dass die Truppe unvermittelt nach Nantes aufbrach, wo sie ein dankbareres Publikum erwartete.
Diese Sache weckte jedoch den Ehrgeiz der jungen Saqui und sie versuchte der Spanierin nachzueifern. Deshalb übte sie täglich zwei Stunden mehr und versuchte sich auch am Hochseil, zuerst mit und später ohne Balancierstange. So debütierte sie, gegen den Willen ihrer Eltern, als Gastnummer bei einer anderen Akrobatentruppe, wiederum in Tours. Der Erfolg beflügelte sie und im Alter von 15 Jahren hatte sie eine Nummer erarbeitet, in der sie einen Sprung über die aufgepflanzten Bajonette von 24 Soldaten wagte.
So hatte sie sich bereits einen guten Ruf erarbeitet und kam schließlich 19-jährig nach Paris, wo sie kurze Zeit darauf Jean-Julien-Pierre Saqui heiratete. Dieser übernahm daraufhin die Aufgabe als ihr Manager und brachte sie im Tivoli unter. Dort glänzte sie zuerst mit ihrer Hochseilnummer. Ihre zweite Nummer vollführte sie am Vertikalseil, bei der Feuerwerkskörper abgeschossen wurden.
Saqui wurde zur festen Größe in der Pariser Unterhaltungsbranche und so kam es, dass sie zur Heirat Napoléons I. mit Marie-Louise mit ihrer Nummer Teil des Rahmenprogramms war. Einige Zeit später, Saqui war immer noch im Tivoli, veranstaltete Napoleon Bonaparte ein Fest für die Garde impériale, bei dem auch Saqui als eine der Hauptattraktionen auftrat.
Saqui war ein Liebling des Publikums, doch bedingt durch die große Konkurrenz, begann ihr Stern zu verblassen. Also bereiste sie die Provinz, bis sie 1814 in Brüssel landete. Nach Napoleons Untergang kam Ludwig XVIII. an die Macht. Saquis Vater, beau Béarnais, war als hochgeschätzter Artist noch nicht vergessen und so kam sie in den Genuss der königlichen Gunst. Saqui erhielt die Erlaubnis, auf dem Boulevard du Temple ein Theater zu eröffnen, und kehrte 1816 nach Paris zurück. Es war das Haus des Théâtre des Délassements–Comiques, das jedoch nun als Spectacles des Acrobats de Madame Saqui, oder kurz Théâtre Saqui, firmierte. Trotz einiger Schwierigkeiten betrieb sie das Haus bis 1830, das sie dann verkaufte.
Nach einem nur wenige Monate dauernden Aufenthalt in Spanien kehrte Saqui, fast mittellos, nach Frankreich zurück. Nach erfolgreichen Gastauftritten in Madrid, Valencia und Barcelona wurde sie Opfer eines Postkutschenraubs und, obwohl sie sich mit einer als Spazierstock getarnten Pistole wehrte, verlor sie ihr gesamtes mitgeführtes Vermögen.
Saqui bekam dann bei ihrer Rückkehr nach Paris ein Engagement im Hippodrom. 1832 nahm sie sich zweier Kinder an, die, weil sich die Eltern nicht kümmerten, dem Gericht unterstellt waren. Diese hätte sie sehr gerne ausgebildet, aber der Vater überlegte es sich dann anders und holte die Kinder zu sich. Saqui ging dagegen gerichtlich vor, unterlag jedoch.
Im Hippodrome trat sie, noch im Alter von 75 Jahren, bis 1861 auf.

## Trivia
In ihrem Theater sorgte sie selbst für Ordnung, wenn ein Störer lärmte und sie, mit einem über ihr Kostüm geworfenen Pelz, ihn persönlich, mit ihrer eigenen Muskelkraft, hinausbeförderte.
Bei der Feier Napoleons im Tivoli, zu Zeiten der Napoleonische Kriege auf der Iberischen Halbinsel, hatte sich das Wetter verschlechtert, sodass Napoleon sich um die Seiltänzerin fürchtete. Er befahl  Maréschal Lannes, er solle verhindern, dass Saqui auf das Seil ginge. Daraufhin soll Saqui zum Kaiser gesagt haben: Monseigneur, commandez à vous soldats, mais ne venez pas commander ici à une femme (Mein Herr, kommandiert Eure Soldaten, aber kommt nicht hierher, um einer Frau Kommandos zu erteilen). Sprachs, erklomm das Seil und zeigte ihre ganze Kunst, trotz des widrigen Wetters. Daraufhin musste Napoleon sehr lachen und schenkte ihr als Anerkennung eine Tabatiere und einen Ring.
Bei einem Gastspiel, das Saqui 1818 in London gab, kam es zu einem Sturm der Entrüstung. Sie trug ihr gleiches Bühnenkostüm wie immer, eine kurze Tunica und ein fleischfarbenes, enges Trikot, das ihre Figur nachzeichnete. Also hieß sie einen kostümierten Künstlerkollegen, der die richtige Größe hatte, seine Culotte auszuziehen, die sie nun selbst anzog und ihre Vorführung fortsetzte.

## Sonstiges
Paul Ginsty veröffentlichte 1907 das Buch Mémoires d’une danseuse de corde : Madame Saqui, in dem er, aus dem Nachlass Saquis, Anekdoten und andere Begebenheiten, von Saqui selbst verfasst und auch anderer Quellen, wie beispielsweise Liebesbriefe, veröffentlichte.